# Wolfgang Schanze
Wolfgang Schanze (* 28. Mai 1897 in Leipzig; † 2. August 1972) war ein deutscher evangelisch-lutherischer Theologe.

## Leben
Der Sohn des Lehrers Hermann Schanze war ab 1907 Schüler des Königin-Carola-Gymnasiums, das er 1916 mit dem Kriegsreifezeugnis verließ. Anschließend absolvierte er das Studium der Theologie und Germanistik in Leipzig, das er, nach kriegsbedingter Unterbrechung als einjähriger Freiwilliger, 1921 mit dem theologischen Examen abschloss. 1922 promovierte er zum Dr. phil. Nach der Ordination am 10. September 1923 in der Thomaskirche in Leipzig amtierte er von 1923 bis 1928 als Schlossprediger in Coburg und ab 1928 als Pfarrer an der Hofkirche in Weimar. 1933 wurde er Mitglied der Bekennenden Kirche, die er im Kirchenkampf als Mitglied des Landesbruderrats nachhaltig unterstützte.
Vom 6. Juni 1945 bis 31. Dezember 1966 gehörte Schanze als Visitator des Kirchenkreises Mittelthüringen dem Landeskirchenrat der Evangelisch-Lutherischen Kirche in Thüringen an. 1947 nahm er an der Gründungsversammlung des Lutherischen Weltbundes in Lund teil. Von 1957 bis 1970 gehörte er dem Exekutivkomitee des Lutherischen Weltbundes an.
Schanze befasste sich besonders mit liturgischen Fragen. Er war Mitglied des Präsidiums der Lutherischen Generalsynode, war Mitarbeiter an der Agende der Vereinigten Evangelisch-Lutherischen Kirche Deutschlands (VELKD) und Mitglied der Lutherischen Liturgischen Konferenz.

## Auszeichnungen
Die Theologische Fakultät der Universität Göttingen verlieh Schanze am 25. Februar 1964 die Ehrendoktorwürde.

## Veröffentlichungen (Auswahl)
- Das Neue Testament schallanalytisch untersucht. Leipzig 1918
- Luther auf der Veste Coburg: geschichtliche Darstellung; Coburger Luther-Brevier. Coburg 1927
- Die Religion Goethes und das Evangelium. Ein theologisches Wort zum Goethejubiläum 1932. Leipzig 1932
- Martin Luther und wir. Aufsätze und Reden. Berlin 1951
- Unser Gottesdienst. Sinn und Form der lutherischen Liturgie. Berlin 1952
- Das Kirchenjahr. Berlin 1954.
- Wasser, Brot und Wein. Geistliche Betrachtungen über die Dinge im Umkreis des göttlichen Wortes. Berlin 1956
- als Hrsg.: Vom Segen des Ehestandes. Worte von Doktor Martin Luther. Berlin 1959.
- mit Rudolf Schneider, Joachim Rogge: Philipp Melanchthon. Eine Gabe zu seinem 400. Todestag. Berlin 1961.
- als Hrsg.: Herr, lehre uns beten. Biblisches Gebetsbüchlein. Berlin 1961.
- mit Ernst Kinder: Abendmahlshandlung und Konsekration (= Luthertum, 25). Berlin 1961.